# Adam’s Green
Adam’s Green – osada w Anglii, w hrabstwie Dorset. Leży 24 km na północny zachód od miasta Dorchester i 191 km na zachód od Londynu.